# Zale gratiosa
Zale gratiosa är en fjärilsart som beskrevs av Walker 1862. Zale gratiosa ingår i släktet Zale och familjen nattflyn. Inga underarter finns listade i Catalogue of Life.